# Kalo Chorio (dystrykt Larnaka)
Kalo Chorio (gr. Καλό Χωριό) – wieś w Republice Cypryjskiej, w dystrykcie Larnaka. W 2011 roku liczyła 1518 mieszkańców.